# 내야

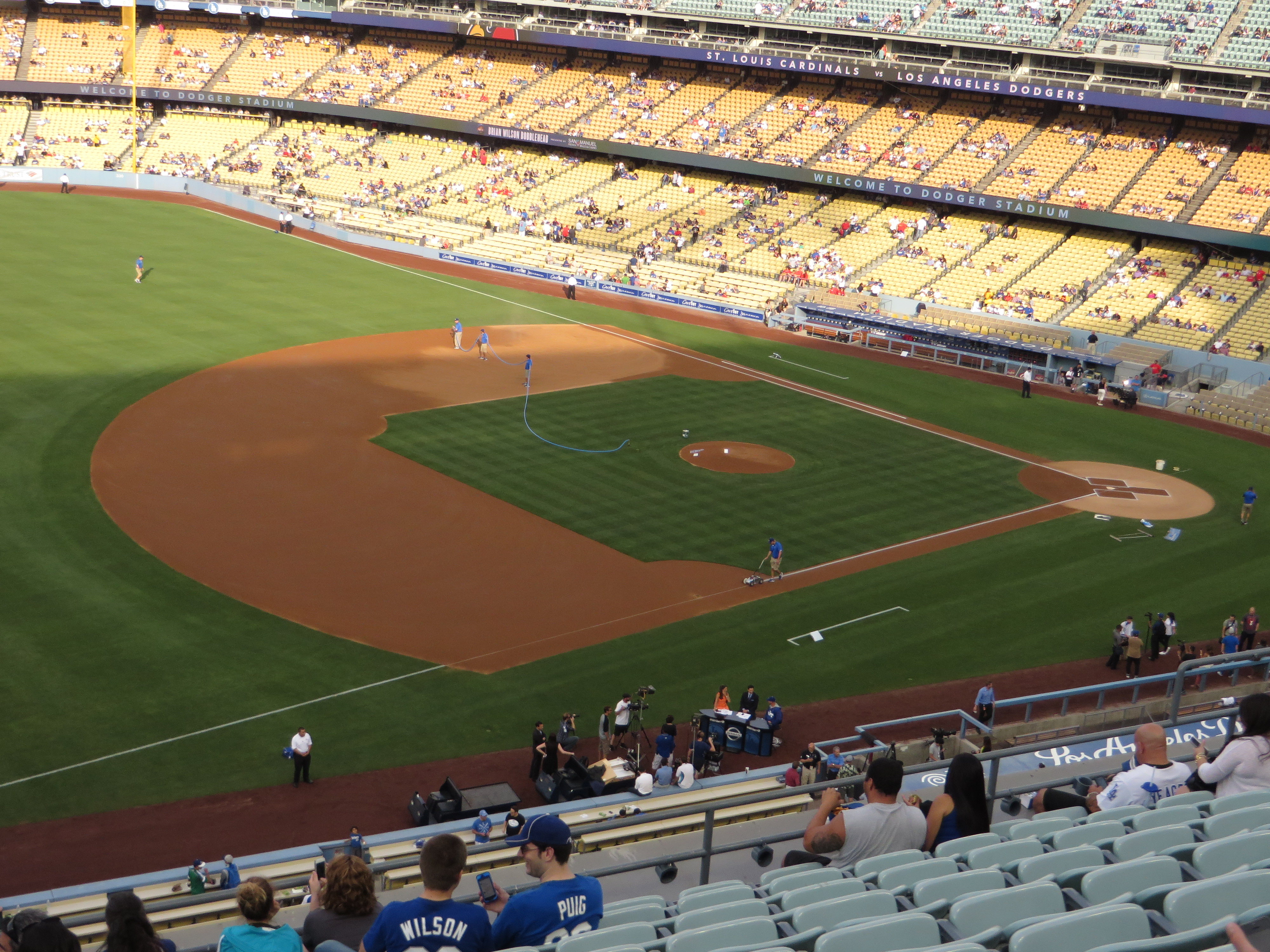
다저 스타디움의 내야

내야(內野, infield)는 스포츠 용어로, 사용되는 스포츠에 따라 정의가 달라진다. 야구나 소프트볼에서는 1루, 2루, 3루, 본루(홈베이스)를 잇는 사각형 안쪽을 뜻한다. 여기를 수비하는 사람을 내야수라 하며, 1루수, 2루수, 3루수, 유격수와 투수와 포수를 포함한다.

## 야구
야구에서 다이아몬드와 그 바로 바깥 지역은 잔디와 흙으로 이루어져 있으며, 보통 잔디로 덮여 있는 더 먼 외야와 대조된다. "다이아몬드"는 또한 이 지역에 위치한 수비수들, 즉 1루수, 2루수, 유격수, 3루수를 지칭할 수도 있다. 때로는 포수와 투수도 포함하는데, 이들은 (한 쌍으로) 종종 배터리로 따로 언급된다.
야구에서 물리적인 내야는 투수와 타자 사이의 가장 중요한 대결이 벌어지는 곳이므로 야구 경기에서 대부분의 동작이 발생하는 곳이다. 투수는 투수 마운드(내야 중앙에 위치한 흙으로 된 솟아오른 언덕)에 서서 거기서부터 포수에게 공을 던진다. 포수는 홈 플레이트 뒤 60피트 6인치 떨어진 곳, 즉 다이아몬드 모양의 야구 필드의 한쪽 모서리라고 할 수 있는 곳에 웅크리고 있다. 포수의 좌우에는 타자 박스라고 불리는 흙바닥에 분필로 그린 박스가 있다. 상대 팀의 타자는 두 박스 중 하나에 서서 던져진 공을 배트로 치려고 시도한다. 경기를 진행하는 심판은 포수 뒤에 선다. 내야의 다른 중요한 부분은 세 개의 베이스로, 1루(홈 플레이트를 바라볼 때 투수의 왼쪽), 2루(투수 뒤), 3루(투수의 오른쪽)이다. 홈 플레이트와 세 베이스는 함께 투수를 중심으로 다이아몬드를 형성하며, 다이아몬드의 각 변은 90 피트 (27 m)이다.

## 크리켓
크리켓에서 내야는 크리켓 필드 중앙의 타원형 구역으로, 경기 시간 제한이 있는 경기에서 수비 제한의 기준점이 된다; 더 먼 외야와 대조된다.

## 트랙
내야는 경마나 자동차 경주에 사용되는 폐쇄된 경주로 내부 지역이나 롤러코스터의 트랙으로 둘러싸인 지역을 지칭할 수 있다.